# Professor T. (serie televisiva britannica)
Professor T. è una serie televisiva britannica creata da 
Matt Baker e Malin-Sarah Gozin e diretta da Dries Vos. È un adattamento dell'omonima serie belga del 2015. La serie ha debuttato in anteprima il 3 giugno 2021 sulla piattaforma streaming Britbox. In televisione viene trasmessa dal 18 luglio 2021 su ITV.
Il 6 ottobre 2021, la serie è stata rinnovata per una seconda stagione, trasmessa nell'autunno 2022. A gennaio 2023, la serie è stata rinnovata per una terza stagione. A Febbraio 2024 è stata rinnovata per una quarta stagione  e a Febbraio  2025 è stata rinnovata per una quinta stagione.

In Italia, la serie va in onda dal 27 luglio 2022 su Rai 2.

## Trama
Il professor Jasper Tempest, un geniale criminologo dell'Università di Cambridge, affetto da disturbo ossessivo compulsivo, peggiorato dalla presenza della madre prepotente, assiste la polizia nella risoluzione dei crimini.

## Episodi
| Stagione         | Episodi | Prima TV UK | Prima TV Italia |
| ---------------- | ------- | ----------- | --------------- |
| Prima stagione   | 6       | 2021        | 2022            |
| Seconda stagione | 6       | 2022        | 2023            |
| Terza stagione   | 6       | 2024        | 2024            |
| Quarta stagione  | 6       | 2025        | 2025            |